# Emil Max Gaissert
Emil Max Gaissert (Barcelona, 22 de juny de 1883 - Barcelona, 11 de juliol de 1946) fou un futbolista catalano-suís de la dècada de 1900.
Era fill d'Émile Gaissert, un comerciant suís que es traslladà a Barcelona per motius laborals. Émile Gaissert era oncle de Joan Gamper, el qual era, per tant, cosí d'Emil Max Gaissert. Va ser inscrit al consolat de Suïssa a Barcelona l'any 1903. Va jugar al Barça entre 1902 i 1904.